# Mahershala Ali
Mahershalalhashbaz Ali Gilmore, ismertebb nevén Mahershala Ali (Oakland, 1974. február 16. –) kétszeres Oscar-díjas amerikai színész, rapper.

## Gyermekkora és tanulmányai
Szokatlan keresztneve Ézsaiás könyvéből (8:1–3) való (a próféta adja ott beszélő névként saját fiának, ez a Biblia leghosszabb neve). Jelentése „Hamar a zsákmányra! Gyorsan a prédára!” Biblikus neve ellenére Ali az iszlám valláson belül az ahmadik közé tartozik.

## Pályafutása
Pályafutását televíziós sorozatokban kezdte, feltűnt többek között a Bostoni halottkémek és a Végveszélyben visszatérő szereplőjeként. Az áttörést Richard Tyler szerepe hozta el számára a 2000-es évek közepén futó 4400 című sci-fi sorozatban. Ali szerepelt még a Netflix cég Kártyavár és Luke Cage című sorozataiban is – előbbiért 2016-ban Primetime Emmy-díjra jelölték legjobb férfi vendégszereplő (drámasorozat) kategóriában.
Első fontosabb filmszerepe a 2008-as Benjamin Button különös élete című romantikus fantasydrámában volt. További nevezetesebb filmjei közé tartozik a Ragadozók (2010), a Túl a fenyvesen (2012), a Harc a szabadságért (2016) és A számolás joga (2016). Az Az éhezők viadala-filmek kétrészes, befejező epizódjában Boggs szerepét osztották rá.
A Holdfény (2016) című filmdrámában nyújtott alakítását méltatták a kritikusok. Ali elnyerte a legjobb férfi mellékszereplőnek járó Oscar-díjat és ugyanebben a kategóriában a Screen Actors Guild-díjat is. A színész emellett Golden Globe- és BAFTA-jelöléseket is szerzett.
A 89. Oscar-gálán elért győzelmével ő lett az első muszlim vallású Oscar-nyertes színész. 2019-ben ismét elnyerte a legjobb mellékszereplőnek járó Oscart a Zöld könyv – Útmutató az élethez című filmben nyújtott alakításáért és vele együtt a Golden Globe- és BAFTA-díjat is.

## Filmográfia

### Film
| Év   | Magyar cím                                        | Eredeti cím                           | Szerep                          | Magyar hang    |
| ---- | ------------------------------------------------- | ------------------------------------- | ------------------------------- | -------------- |
| 2003 |                                                   | Making Revolution                     | Mac Laslow                      |                |
| 2008 | Benjamin Button különös élete                     | The Curious Case of Benjamin Button   | Tizzy                           | Józsa Imre     |
| 2008 |                                                   | Umi's Heart (rövidfilm)               | Ezra                            |                |
| 2009 | A szabadság határai                               | Crossing Over                         | Strickland nyomozó              |                |
| 2010 | Ragadozók                                         | Predators                             | Mombasa                         | Galambos Péter |
| 2012 | Túl a fenyvesen                                   | The Place Beyond the Pines            | Kofi                            | Welker Gábor   |
| 2013 |                                                   | Go for Sisters                        | Dez                             |                |
| 2014 |                                                   | Supremacy                             | Rivers seriffhelyettes          |                |
| 2014 | Az éhezők viadala: A kiválasztott – 1. rész       | The Hunger Games: Mockingjay – Part 1 | Boggs                           | Welker Gábor   |
| 2015 | Az éhezők viadala: A kiválasztott – Befejező rész | The Hunger Games: Mockingjay – Part 2 | Boggs                           | Welker Gábor   |
| 2016 |                                                   | Kicks                                 | Marlon                          |                |
| 2016 |                                                   | Gubagude Ko (rövidfilm)               | Ochoro                          |                |
| 2016 | Harc a szabadságért                               | Free State of Jones                   | Moses Washington                | Kálid Artúr    |
| 2016 | Holdfény                                          | Moonlight                             | Juan                            |                |
| 2016 | A számolás joga                                   | Hidden Figures                        | Jim Johnson                     | Kálid Artúr    |
| 2017 |                                                   | Roxanne Roxanne                       | Cross                           |                |
| 2018 | Zöld könyv – Útmutató az élethez                  | Green Book                            | Don Shirley                     | Kálid Artúr    |
| 2018 | Pókember: Irány a Pókverzum!                      | Spider-Man: Into the Spider-Verse     | Aaron Davis / Ragadozó (hangja) | Kálid Artúr    |
| 2019 | Alita: A harc angyala                             | Alita: Battle Angel                   | Vector                          | Bognár Tamás   |
| 2021 | Örökkévalók                                       | Eternals                              | Eric Brooks / Penge             | Csankó Zoltán  |
| 2021 | Hattyúdal                                         | Swan Song                             | Cameron Turner                  |                |
| 2023 | Pókember: A pókverzumon át                        | Spider-Man: Across the Spider-Verse   | Aaron Davis / Ragadozó (hangja) | Kálid Artúr    |
| 2023 | Távol a világtól                                  | Leave the World Behind                | George G.H. Scott               | Kálid Artúr    |
| 2024 |                                                   | Taste the Revolution                  | Mac Laslow                      |                |
| 2025 | Jurassic World: Újjászületés                      | Jurassic World Rebirth                | Duncan Kincaid                  | Kálid Artúr    |

### Televízió
| Év        | Magyar cím                                | Eredeti cím                       | Szerep                       | Megjegyzések                             |
| --------- | ----------------------------------------- | --------------------------------- | ---------------------------- | ---------------------------------------- |
| 2001–2002 | Bostoni halottkémek                       | Crossing Jordan                   | Dr. Trey Sanders             | 19 epizód                                |
| 2002      | A hetedik érzék                           | Haunted                           | Alex Dalcour                 | 1 epizód                                 |
| 2002      | New York rendőrei                         | NYPD Blue                         | Rashard Coleman              | 1 epizód                                 |
| 2003      | CSI: A helyszínelők                       | CSI: Crime Scene Investigation    | biztonsági őr                | 1 epizód                                 |
| 2003      | FBI ügynökök bevetésen                    | The Handler                       | ismeretlen szerep            | 1 epizód                                 |
| 2003–2004 | Végveszélyben                             | Threat Matrix                     | Jelani Harper                | 15 epizód                                |
| 2004–2007 | 4400                                      | The 4400                          | Richard Tyler                | 28 epizód magyar hangja Király Attila    |
| 2009      | Hazudj, ha tudsz!                         | Lie to Me                         | Don Hughes nyomozó           | 1 epizód                                 |
| 2009      | Esküdt ellenségek: Különleges ügyosztály  | Law & Order: Special Victims Unit | Mark Foster                  | 1 epizód                                 |
| 2010      | Bűnösnek nyilvánítva (Tökéletlen igazság) | The Wronged Man                   | Calvin Willis                | tévéfilm magyar hangja Papp Dániel       |
| 2010      |                                           | All Signs of Death                | Gabe                         | eladatlan próbaepizód                    |
| 2011      |                                           | Lights Out                        | Death Row Reynolds           | 1 epizód                                 |
| 2011–2012 |                                           | Treme                             | Anthony King                 | 6 epizód                                 |
| 2011–2012 | Alfák                                     | Alphas                            | Nathan Clay                  | 12 epizód                                |
| 2012      |                                           | Alcatraz                          | Clarence Montgomery          | 1 epizód                                 |
| 2013–2016 | Kártyavár                                 | House of Cards                    | Remy Danton                  | 33 epizód                                |
| 2016      | Luke Cage                                 | Luke Cage                         | Cornell "Cottonmouth" Stokes | 6 epizód                                 |
| 2017      | Nyomozó elvtárs                           | Comrade Detective                 | edző (hangja)                | 1 epizód                                 |
| 2019      | True Detective – A törvény nevében        | True Detective                    | Wayne Hays                   | 8 epizód                                 |
| 2020      |                                           | Ramy                              | Sheikh Ali Malik             | 6 epizód                                 |
| 2021      | Legyőzhetetlen                            | Invincible                        | Titán (hangja)               | 2 epizód magyar hangja Majorfalvi Bálint |
| 2023      |                                           | Chimp Empire                      | narrátor                     | 4 epizód                                 |

## Fordítás
- Ez a szócikk részben vagy egészben  a   Mahershala Ali című angol Wikipédia-szócikk fordításán alapul.  Az eredeti cikk szerkesztőit annak laptörténete sorolja fel. Ez a jelzés csupán a megfogalmazás eredetét és a szerzői jogokat jelzi, nem szolgál a cikkben szereplő információk forrásmegjelöléseként.